# Uvarus occultus
Uvarus occultus är en skalbaggsart som först beskrevs av Sharp 1882.  Uvarus occultus ingår i släktet Uvarus och familjen dykare. Inga underarter finns listade i Catalogue of Life.